# 금리정책
금리정책(金利政策)은 중앙은행의 방침에 의하여 시행하는 금융정책의 하나로 할인정책이라고도 한다. 금리를 인상 또는 인하하여 통화량을 조절하고, 간접적으로 금융의 통제를 하는 것을 목적으로 한다. 예컨대, 한국은행이 재할인율을 올렸을 경우 시중의 금리도 인상된다. 그렇게 되면 민간이 은행에서 대부받는 일이 삭감되므로 통화량에 대한 수요는 감소하게 된다. 반대로 재할인율을 인하할 경우는 시중금리도 내리고 민간의 은행대부도 증가하므로 통화에 대한 수요량은 증가한다. 이렇게 하여 통화량이 조절되는 것이다.

## 개요
금리정책은 할인정책이라고도 불리는데 공개시장조작·지불준비율조작과 더불어 양적·일반적인 3대 금융정책수단의 하나이다. 양적 금융정책수단이란 특정의 산업이나 기업에는 무차별로 다만 전체로서의 자금량(資金量)의 조절을 통해 경제에 어떠한 영향을 주려고 하는 것이다. 금리정책의 역사는 가장 오래 되어 잉글랜드 은행은 이미 1939년에 금리정책을 활용하였다고 한다.  금리정책은 3대 양적 수단 중 가장 시장경제적인 것이다. 공정이율이라는 하나의 조건의 변경을 행하는데 그것에 어떻게 반응하는가는 경제의 동향에 맡겨진다. 시장경제라는 것은 금리의 움직임을 중심으로 하여 움직인다. 공개시장조작 특히 준비율조작은 통제적이다. 따라서 금리정책의 소장(消長)은 자유시장경제의 웨이트 여하와 불가분의 관계가 되어 전시 중과 같은 완전한 통제경제에서는 금리는 고정화되어버리고 금리정책은 행해지지 않게 되었다.  제2차대전 후 자유경제의 원리의 부활에 수반하여 금리정책이 부활되었다. 금리정책은 중앙은행이 시중 은행에 대출하는 기본금리인 공정이율(公定利率)의 변경을 통하여 경제에 무엇인가 영향을 주고자 한다.